# Der Amateur
Der Amateur ist eine deutsche Detektivfilmkomödie aus dem Jahre 1916 der Filmreihe Stuart Webbs.

## Handlung
Anders als die anderen Stuart-Webbs-Krimis ist diese Geschichte als Komödie angelegt. Diesmal jagt Webbs keinem Verbrecher nach, sondern geht eine Wette ein. Der Club-Kamerad G. M. Parker vom R. A Klub wettet mit Stuart um 20.000, dass er diesen innerhalb von 24 Stunden in der Stadt aufspüren könnte, egal wo sich Webbs versteckt halte.
Webbs erhält eine Minute Vorsprung, dann kann die Jagd beginnen. Doch anders als sein Freund Parker ist Webbs kein Amateur und versteht, seinen Klubkameraden mit seiner diversen Maskeraden blendend zu narren. Auch der von Parker dazugeholte Detektiv, um gegen Webbs Verstärkung aufzufahren, ist keine richtige Hilfe. Natürlich gewinnt Stuart Webbs die Wette.

## Produktionsnotizen
Der Amateur ist der neunte Film dieser Reihe und wurde im Stuart Webbs-Film-Atelier in Berlin-Weißensee gedreht. Nach dem Passieren der Zensur im April 1916 wurde er mit Jugendverbot belegt. Ein genaues Uraufführungsdatum in Deutschland, wo er im Marmorhaus lief, ist nicht feststellbar. In Österreich-Ungarn (Wien) lief Der Amateur unter dem leicht veränderten Titel Der Amatör am 15. September 1916 mit einer Länge von vier Akten auf etwa 1440 Metern, das entspricht einer Spieldauer von gut 70 Minuten. Für Deutschland wird auch eine Länge von 1305 Metern (ca. 64 Minuten) angegeben.

## Kritik
In Paimann’s Filmlisten ist zu lesen: „Stoff gut, Spiel, Szenerie und Photos sehr gut“.